# Flamengo Rio de Janeiro
Der Clube de Regatas do Flamengo (deutsch Regattaverein Flamengo), meist nur kurz Flamengo und in Deutschland oft Flamengo Rio de Janeiro genannt, ist ein Sportverein aus dem gleichnamigen Stadtteil der brasilianischen Metropole Rio de Janeiro. Die Vereinsfarben sind Rot und Schwarz.
Der am 17. November 1895 als Ruderklub gegründete Verein wurde siebenmal brasilianischer Fußballmeister und gewann 1981, 2019 und 2022 die Copa Libertadores und 1981 den Weltpokal. Auch in vielen anderen Sportarten hat Flamengo nachhaltige Erfolge auf höchster Ebene aufzuweisen.
Größtes Idol des Clubs ist Zico, auch weißer Pelé genannt, der den Club zu seinen größten Erfolgen führte und mit 568 Treffern der Rekordtorschütze des Vereins ist.

## Geschichte

Flamengo Fußballmannschaft, 1934

Der Clube de Regatas do Flamengo wurde am 17. November 1895 gegründet. Zuerst waren die Clubfarben noch Blau-Gold, wurden aber wegen der Sonneneinstrahlung schnell blass. Darum entschied man sich am 23. November 1896, also etwa ein Jahr nach der Gründung, zum Wechsel auf die noch heute gültigen Farben Rot und Schwarz.
Die Fußballabteilung entstand erst 1911, als neun Spieler von Fluminense Rio de Janeiro eine neue Heimat suchten. Offiziell wurde der neue Sport am 24. Dezember 1911 aufgenommen.
Das erste offizielle Spiel ließ noch etwas länger auf sich warten und fand erst am 3. Mai 1912 statt. Der Fußball Marke Flamengo begann verheißungsvoll mit einem spektakulären 15:2-Sieg gegen Mangueira. Das erste Fla-Flu Derby gab es nur zwei Monate später am 7. Juli. Hier behielt Fluminense mit 3:2 einstweilen die Oberhand.
Die erfolgreichste Ära des Vereins liegt in den Jahren 1978 bis 1983. In dieser Zeit spielten neben Zico auch andere namhafte Spieler wie Júnior und Leandro für Flamengo und das Team gewann 1978 die Staatsmeisterschaft von Rio de Janeiro, in den Jahren 1980, 1982 und 1983 jeweils die brasilianische Meisterschaft sowie 1981 erneut die Staatsmeisterschaft von Rio de Janeiro, die Copa Libertadores durch einen Finalsieg gegen CD Cobreloa und im Finale in Tokio den Weltpokal. Der 3:0-Finalsieg gegen FC Santos in der brasilianischen Meisterschaft 1983 fand im Maracanã-Stadion vor einer Rekordkulisse statt. Zico gewann 1982 zudem die zweite Auszeichnung (nach 1974) Bola de Ouro für den besten Spieler Brasiliens. Danach verließ Zico den Verein, um in der Serie A für Udinese Calcio zu spielen, kehrte jedoch 1986 zurück und Flamengo gewann im gleichen Jahr erneut die Staatsmeisterschaft von Rio de Janeiro. 1987 gewann Flamengo die von der Vereinigung Clube dos 13 ausgetragene Copa-União, über die später ein langjähriger Rechtsstreit geführt wurde. Gegenstand der Verhandlung war, ob die Copa-União als brasilianischer Meistertitel 1987 anerkannt wurde. Tatsächlich wurde aber Sport Recife zum alleinigen Meister des Jahres 1987 gekürt. Flamengos erfolgreiche Zeit Ende der 1980er Jahre klang mit Zicos Rücktritt 1989 aus. Lediglich 1992 konnte brasilianische Meisterschaft gewonnen werden. Bedeutendster Spieler des Teams war damals Júnior, der 1992 mit der Auszeichnung Bola de Ouro gekürt wurde.
2009 gewann Flamengo nach 17 Jahren, in denen auf nationaler Ebene lediglich zwei Pokalsiege verbucht werden konnten, wieder den brasilianischen Meistertitel. Die wichtigsten Spieler der Mannschaft waren damals Torschützenkönig Adriano, Vagner Love, Petkovic sowie der später wegen Mordes verurteilte Torhüter Bruno.
Am Morgen des 8. Februar 2019 brach ein Feuer im Flamengo-Trainingszentrum Ninho do Urubu aus. Das Feuer führte zum Tod von zehn Akademiespielern im Alter zwischen 14 und 17 Jahren, die mit dem Verein trainierten. Drei weitere wurden verletzt. Die Ursache des Feuers war eine defekte Klimaanlage, die gegen 5:00 Uhr morgens im Zimmer eines der Opfer Feuer fing. Präsident Rodolfo Landim bezeichnete es als „die schlimmste Tragödie, die der Verein in seinen 123 Jahren je erlebt hat“. Der Gouverneur des Bundesstaates Rio de Janeiro rief nach der Tragödie eine dreitägige Trauerzeit aus. Seitdem singen die Flamengo-Fans in Erinnerung an diese Kinder bei jedem Heimspiel in der zehnten Minute. Die Umstände, die zu dem Brand führten sowie die Folgen, werden in der Netflix-Serie „Vom Traum zur Tragödie: Wie ein Brand den brasilianischen Fußball erschütterte“ thematisiert.
Mit Berufung des Portugiesen Jorge Jesus zum Chefcoach Mitte 2019 brach eine neue Zeitrechnung für den Verein an. Flamengo konnte internationale Altstars wie Rafinha oder Filipe Luís für die Abwehr verpflichten, im Sturm harmonierten Gabriel Barbosa und Bruno Henrique. Mit diesem Grundgerüst gewann der Verein nach 38 Jahren Durststrecke die Copa Libertadores. Gleichzeitig konnte die nationale Meisterschaft nach 10 Jahren wieder gewonnen werden, Barbosa wurde zudem in beiden Wettbewerben Torschützenkönig. Flamengo wurde in dieser Spielzeit nicht nur wegen der gewonnenen Titel, sondern auch wegen der attraktiven Spielweise von Medien, Fans und Gegnern gleichermaßen gelobt.

## Fans und Rivalitäten
Flamengo hat die größte Fangemeinschaft Brasiliens mit etwa 40 Millionen Anhängern. Die intensivsten Rivalitäten pflegt Flamengo mit den lokalen Rivalen aus Rio de Janeiro; dabei vor allem mit Fluminense Rio de Janeiro (dieses bekannte traditionsreiche Stadtderby wird nur kurz Fla-Flu genannt) und Vasco da Gama. Das intensive Duell mit Vasco da Gama ist als „Clássico dos Milhões“ bekannt und ist auch durch die unterschiedliche Spielweise beider Teams geprägt. Während Vasco da Gama eher einen kraftvollen Fußball spielt, steht Flamengo traditionell für einen kunstvollen Anspruch, bei dem „das schöne Spiel“ (portugiesisch: o jogo bonito) zelebriert werden soll. Die Spiele zwischen Flamengo und Vasco da Gama sind die meistgesehenen in Brasilien.
Flamengo und Corinthians aus São Paulo haben die meisten Fußballfans in Brasilien. Das Aufeinandertreffen zwischen beiden Vereinen wird auch als Encontro das Nações (Treffen der Nationen auf Deutsch) bezeichnet.

## Stadion
Der Verein verfügt mit dem Estádio da Gávea im Stadtteil Leblon über eine eigene Spielstätte. Die meisten Heimspiele wurden allerdings im weitaus größeren Maracanã ausgetragen. Dieses Stadion teilte sich der Verein mit dem Lokalrivalen Fluminense. Von 2018 bis 2019 nutzte Flamengo das Estádio Luso Brasileiro. Aufgrund der weit verstreuten Fanbasis werden allerdings auch gelegentlich „Heimspiele“ in anderen Städten des Landes ausgetragen.
Im Juni 2018 einigte sich der Verein mit den Stadionbetreibern des Maracanã auf einen Nutzungsvertrag über zwei Jahre. 2019 und 2020 wird Flamengo jeweils mindestens 25 Heimpartien im Stadion austragen. Des Weiteren darf der Club die Anlage für kommerzielle Zwecke und Werbeveranstaltungen nutzen. Durch den Austausch der Sitze hinter den Toren soll das Stadion bis zu 100.000 Zuschauer fassen können. Die neuen Sitze sollen dichter nebeneinander stehen und so die Erhöhung ermöglichen.
Am 22. November 2024 stellte Arena Events+Venues Pläne für ein neues Stadion für Flamengo vor. Das Projekt sieht ein Fußballstadion mit 78.000 überdachten Plätzen vor. In die tragende Dachkonstruktion soll eine 360-Grad-Anzeigetafel, ähnlich dem SoFi Stadium in Inglewood, integriert werden. An einer Seite der Fassade soll ein großer Bildschirm angebracht werden. Des Weiteren sind ein Vereinsmuseum, ein Megastore und ein Dachgang mit Blick auf Rio de Janeiro geplant. Gebaut soll das neue Stadion auf dem früheren Gelände des Gasômetro de São Cristóvão. Flamengo übernahm es Anfang Oktober 2024 von der Caixa Econômica Federal. Die Baukosten sollen bei 1,93 Mrd. R$ (rund 315 Mio. €) liegen. Finanzieren möchte der Club den Bau mit einem Namenssponsor, der über 20 Jahre 1,5 Mrd. R$ zahlt. Weiter sollen u. a. durch den Vorverkauf von 1000 Sitzplätze auf Lebenszeit 187 Mio. R$ eingenommen werden. 183 Mio. R$ sind durch den Vorverkauf von 5000 Sitzplätzen für fünf Jahre eingeplant. 100 Mio. R$ soll durch den Vorverkauf von 28 Logen für fünf Jahre erwirtschaftet werden. Der Clubpräsident Rodolfo Landim plant die Eröffnung für den 15. November 2029, dem 134. Jubiläum von Flamengo Rio de Janeiro.

## Maskottchen
Maskottchen des Clubs ist der „Urubu“ (Neuweltgeier), ein schwarzer Vogel, der vor allem in Brasilien vorkommt.
Er löste den vom argentinischen Zeichner namens Lorenzo Mollas gestylten Popeye als Maskottchen ab. Er sollte die Ausdauer und Beharrlichkeit des Clubs repräsentieren, blieb aber bei den Club-Anhängern unbeliebt.
In den 60er Jahren wurden Flamengo-Fans von den Gegnern als Urubus bezeichnet. Dies war eine rassistische Anspielung auf die meist dunkelhäutige Anhängerschaft und wurde nicht gerne gehört. Am 31. Mai 1969 nahm ein Fan einen „Urubu“ beim Spiel Flamengo-Botafogo ins Stadion und ließ ihn aus Frust, dass die Spieler nicht auf den Platz kamen, frei. Der Vogel flog mit einer Fahne am Fuß auf den Platz. Die Flamengo-Fans waren aus dem Häuschen. Nachdem Flamengo das Spiel mit 2:1 gewonnen hatte, entwickelte er sich alsbald zum neuen Maskottchen.
Seit 2000 hat der „Urubu“ auch einen offiziellen, wenngleich bei den Fans unbeliebten Namen Samuca.

## Sponsoren
Von 1984 bis 2009 warb ununterbrochen die staatliche Ölfirma Petrobras mit diversen Produkten auf der Brust der Trikots von Flamengo. Auch der darauf folgende Hauptsponsor Caixa Econômica Federal ist ein Staatsunternehmen. Zeitweise war es private Banco de Brasília.
Derzeit ist es das Unternehmen Pixbet.

## Erfolge
- Weltpokal: 1981
- Copa Libertadores (3×): 1981, 2019, 2022
- Copa Ouro: 1996
- Copa Mercosur: 1999
- Meister von Brasilien (7×): 1980, 1982, 1983, 1992, 2009, 2019, 2020
  - 1987 nicht offizieller Meister, Copa União¹
- Pokalsieger von Brasilien (5×): 1990, 2006, 2013, 2022, 2024
- Torneio Rio-São Paulo: 1961
- Staatsmeisterschaft von Rio de Janeiro (39×): 1914, 1915², 1920², 1921, 1925, 1927, 1939, 1942–1944, 1953–1955, 1963, 1965, 1972, 1974, 1978, 1979², 1979 (special) (2), 1981, 1986, 1991, 1996², 1999–2001, 2004, 2007–2009, 2011, 2014, 2017, 2019, 2020, 2021, 2024, 2025
- Staatspokal von Rio de Janeiro: 1991
- Taça Guanabara: (25×) 1970, 1972, 1973², 1978, 1979, 1980², 1981, 1982, 1984, 1988, 1989², 1995, 1996², 1999², 2001, 2004, 2007, 2008, 2011, 2014, 2018, 2020, 2021, 2024, 2025
- Taça Rio: (10×) 1978, 1983, 1985, 1986, 1991, 1996², 2000, 2009, 2011, 2019
- Copa dos Campeões : 2001
- Florida Cup: 2019
- Supercopa do Brasil (3×): 2020, 2021, 2025
- Recopa Sudamericana: 2020

## Platzierungen in der Meisterschaft von Brasilien seit 1971
| 1971 | 1972 | 1973 | 1974 | 1975 | 1976 | 1977 | 1978 | 1979 | 1980 | 1981 | 1982 | 1983 | 1984 | 1985 | 1986 | 1987 | 1988 | 1989 | 1990 |
| 14   | 12   | 24   | 6    | 8    | 5    | 9    | 16   | 9    | 1    | 6    | 1    | 1    | 5    | 9    | 11   | 3    | 6    | 9    | 11   |
| 1991 | 1992 | 1993 | 1994 | 1995 | 1996 | 1997 | 1998 | 1999 | 2000 | 2001 | 2002 | 2003 | 2004 | 2005 | 2006 | 2007 | 2008 | 2009 | 2010 |
| 9    | 1    | 7    | 17   | 21   | 13   | 5    | 11   | 12   | 15   | 24   | 18   | 8    | 17   | 15   | 11   | 3    | 5    | 1    | 14   |
| 2011 | 2012 | 2013 | 2014 | 2015 | 2016 | 2017 | 2018 | 2019 | 2020 | 2021 | 2022 | 2023 | 2024 | 2025 | 2026 | 2027 | 2028 | 2029 | 2030 |
| 4    | 11   | 11   | 10   | 7    | 3    | 6    | 2    | 1    | 1    | 2    | 5    | 4    | 3    |      |      |      |      |      |      |

¹) Alternativmeisterschaft Copa União, veranstaltet vom Clube dos 13. Offizieller Meister wurde jedoch Sport Recife.
²) unbesiegt

## Trainer
- Ramón Platero (1921)
- Telefone (1921–1922)
- Flávio Costa (1934–37, 1938–45, 1946, 1951–52, 1962–65)
- Izidor Kürschner (1937–1939)
- Ondino Viera (1948–1949)
- Fleitas Solich (1953–57, 1938–45, 1958–59, 1960–62, 1971)
- Mário Zagallo (1972–1974, 1984–1985, 2000–2001)
- Paulo César Carpegiani (1981–1983, 2000–2001, 2018)
- Carlos Alberto (1983–1985)
- Sebastião Lazaroni (1984–1986)
- Marcos Paquetá (1990–1998, 1999–2000)
- Vanderlei Luxemburgo (1991, 1995, 2010–2012, 2014–2015)
- Evaristo de Macedo (1993–1995, 1998, 2002–2003)
- Paulo Autuori (1998)
- Reinaldo Rueda (2017–2018)
- Jorge Jesus (2019–2020)
- Rogério Ceni (2020–2021)
- Renato Gaúcho (2021)
- Paulo Sousa (2022)

## Spieler 2025
Stand: 29. Juli 2025
| Nr. |             | Position | Name                   |
| --- | ----------- | -------- | ---------------------- |
| 1   | Argentinien | TW       | Agustín Rossi          |
| 2   | Uruguay     | AB       | Guillermo Varela       |
| 3   | Brasilien   | AB       | Léo Ortiz              |
| 4   | Brasilien   | AB       | Léo Pereira            |
| 5   | Chile       | MF       | Erick Pulgar           |
| 6   | Brasilien   | AB       | Ayrton                 |
| 7   | Brasilien   | MF       | Luiz Araújo            |
| 8   | Spanien     | MF       | Saúl Ñíguez            |
| 9   | Brasilien   | ST       | Pedro                  |
| 10  | Uruguay     | MF       | Giorgian De Arrascaeta |
| 11  | Brasilien   | ST       | Everton                |
| 13  | Brasilien   | AB       | Danilo                 |
| 16  | Brasilien   | ST       | Samuel Lino            |
| 17  | Uruguay     | AB       | Matías Viña            |
| 18  | Uruguay     | MF       | Nicolás De La Cruz     |
| 19  | Brasilien   | MF       | Lorran                 |
| 20  | Brasilien   | AB       | Matheus Gonçalves      |

| Nr. |           | Position | Name            |
| --- | --------- | -------- | --------------- |
| 21  | Brasilien | AB       | Pablo           |
| 21  | Italien   | MF       | Jorginho        |
| 22  | Brasilien | AB       | Emerson Royal   |
| 23  | Brasilien | ST       | Juninho         |
| 25  | Brasilien | TW       | Matheus Cunha   |
| 26  | Brasilien | AB       | Alex Sandro     |
| 27  | Brasilien | ST       | Bruno Henrique  |
| 29  | Brasilien | MF       | Allan           |
| 30  | Brasilien | ST       | Michael         |
| 33  | Brasilien | AB       | Cleiton         |
| 39  | Brasilien | AB       | Zé Welinton     |
| 49  | Brasilien | TW       | Dyogo Alves     |
| 50  | Ecuador   | ST       | Gonzalo Plata   |
| 52  | Brasilien | MF       | Evertton Araújo |
| 64  | Brasilien | ST       | Wallace Yan     |
|     | Brasilien | MF       | Victor Hugo     |
|     | Brasilien | AB       | João Victor     |

## Ehemalige Spieler
- Alex
- Adílio
- Adriano
- Aldair
- André Cruz
- Arthur Friedenreich
- Athirson
- Bebeto
- Bigode
- Bruno
- Carlos Gamarra
- Carpegiani
- Carlos Mozer
- Cláudio Adão
- Dida
- Didi
- Diego
- Djalminha
- Domingos da Guia
- Evaristo de Macedo
- Fábio Luciano
- Felipe Melo
- Fritz Engel
- Gérson
- Gilmar Rinaldi
- Gottardo
- Jorginho
- Juan
- Juan
- Júlio César
- Júnior
- Júnior Baiano
- Kléberson
- Leandro
- Leonardo
- Léo Moura
- Leônidas da Silva
- Marcelinho
- Mário Zagallo
- Mariusz Piekarski
- Obina
- Raimundo Orsi
- Paulo Nunes
- Dejan Petković
- Rafinha
- Raul Plassmann
- Renato Augusto
- Renato Gaúcho
- Réver
- Romário
- Ronaldinho
- Sávio
- Sócrates
- Thiago Neves
- Tita
- Ubaldo Fillol
- Vágner Love
- Vinícius Júnior
- Zé Carlos
- Zico
- Zinho
- Zizinho

## Rekordspieler
| Meiste Tore | Meiste Spiele |
| 1. 568 Tore: Zico 2. 244 Tore: Dida 3. 214 Tore: Henrique 4. 204 Tore: Romário 5. 201 Tore: Pirilo 6. 151 Tore: Bebeto 7. 150 Tore: Jarbas 8. 145 Tore: Zizinho 9. 142 Tore: Leônidas da Silva 10. 136 Tore: Índio | 1. 865 Spiele: Júnior 2. 731 Spiele: Zico 3. 611 Spiele: Adílio 4. 589 Spiele: Jordan 5. 569 Spiele: Andrade 6. 557 Spiele: Cantarele 7. 517 Spiele: Carlinhos 8. 513 Spiele: Liminha 9. 501 Spiele: Jadir 10. 466 Spiele: Zinho |

### Die Weltpokal-Elf von 1981
| Flamengo Rio de Janeiro                       | Flamengo Rio de Janeiro | FC Liverpool | FC Liverpool |
| --------------------------------------------- | --- | --- | ------------ |
| Flamengo Rio de Janeiro                       | \| 13. Dezember 1981 in Tokio (Olympiastadion) \| \| Ergebnis: 3:0 (3:0) \| \| Zuschauer: 62.000 \| \| Schiedsrichter: Mario Rubio Vázquez ( Mexiko) \| | \| 13. Dezember 1981 in Tokio (Olympiastadion) \| \| Ergebnis: 3:0 (3:0) \| \| Zuschauer: 62.000 \| \| Schiedsrichter: Mario Rubio Vázquez ( Mexiko) \|                                                           | FC Liverpool |
| Flamengo Rio de Janeiro                       | Raul Plassmann – Leandro, Marinho, Mozer, Júnior – Andrade, Tita, Adílio – Nunes, Zico , Lico Cheftrainer: Paulo César Carpegiani                       | Bruce Grobbelaar – Phil Neal, Mark Lawrenson, Phil Thompson , Alan Hansen – Ray Kennedy, Terry McDermott (51. David Johnson), Graeme Souness, Sammy Lee – Craig Johnston, Kenny Dalglish Cheftrainer: Bob Paisley | FC Liverpool |
| Flamengo Rio de Janeiro                       | 1:0 Nunes (13.) 2:0 Adílio (33.) 3:0 Nunes (41.) | | FC Liverpool |
| 13. Dezember 1981 in Tokio (Olympiastadion)   | | |              |
| Ergebnis: 3:0 (3:0)                           | | |              |
| Zuschauer: 62.000                             | | |              |
| Schiedsrichter: Mario Rubio Vázquez ( Mexiko) | | |              |

## Frauenfußball
Flamengo betreibt seit 1995 mit einer mehrjährigen Unterbrechung auch eine Frauenfußballabteilung, die 2016 die brasilianische Meisterschaft gewann.

## Basketball
Die Basketballer von Flamengo gehören traditionell zu den stärksten Brasiliens und dominieren das Geschehen auf Staatsebene. 1954 erreichte Flamengo das Finale des Südamerikapokals der Meistervereine unterlag dort aber dem Titelverteidiger CA Olimpia aus der uruguayischen Hauptstadt Montevideo. Flamengo musste andererseits, nach vier Vizemeisterschaften seit der Einführung eines nationalen Wettbewerbes 1965, bis 2008 warten ehe die erste offizielle moderne nationale Meisterschaft von Brasilien eingefahren werden konnte.
Der herausragende Spieler der brasilianischen Basketballgeschichte, die „Heilige Hand“ (Mão Santa) Oscar Schmidt war von 2000 bis 2003 bei Flamengo. In diesen vier Jahren erreichte er dabei jeweils über 1.000 Punkte, 2000 sogar 1.327 – nur 48 Punkte hinter seinem eigenen, im Jahr zuvor für Mackenzie aufgestellten Rekord. Flamengos Marcelo Machado (örtlich auch Marcelinho) war der Rekorkorbjäger des Landes beim Meisterschaftserfolg 2008 und holte in jener Spielzeit 732 Punkte für Flamengo.
Flamengo-Spieler waren auch bei olympischen Medaillen sowie an den Weltmeisterschaften Brasiliens von 1959 und 1963 beteiligt.
Die Basketballmannschaft von Flamengo ist eine der traditionsreichsten in Brasilien, mit als Haupttiteln, acht brasilianischen Meisterschaften, einer südamerikanischen Liga, einer Liga der Amerikas, einer Champions League Americas und zwei interkontinentalen Pokalen. Im Jahr 2014 war Flamengo das erste Team auf dem Kontinent, das an der NBA-Vorsaison teilnahm.

### Bekannte ehemalige Spieler
- Anderson Varejão
- Cristiano Felício
- Federico Kammerichs
- Leandro Barbosa
- Marcelo Machado
- Oscar Schmidt
- Rafael Hettsheimeir
- Wálter Herrmann

### Erfolge
- Intercontinental Cup 2014,[19] 2022[20]
- Liga Sudamericana: 2009
- Südamerikapokal der Meister: 1953
- Brasilianische Meisterschaft: 2008, 2008–09, 2012–13, 2013–14, 2014–15, 2015–16, 2018–19, 2020–21
- Staatsmeisterschaft von Rio de Janeiro: (36×) 1919, 1932, 1933, 1934, 1935, 1948, 1949, 1951, 1952, 1953, 1954, 1955, 1956, 1957, 1958, 1959, 1960, 1962, 1964, 1975, 1977, 1982, 1984, 1985, 1986, 1990, 1994, 1995, 1996, 1998, 1999, 2002, 2005, 2006, 2007, 2008

### Frauen
- Staatsmeisterschaft von Rio de Janeiro: 1954, 1964, 1965

## Weitere Sportarten des Clubs
- E-Sport
- Hallenfußball
- Judo
- Rudern
- Schwimmen
- Synchronschwimmen
- Turnen
- Volleyball
- Wasserball